# Daniela Huhn
Daniela Huhn (* 29. März 1976) ist eine deutsche Badmintonspielerin, Fußballspielerin und Behindertensportlerin. Seit 2000 ist sie bei Special Olympics aktiv. Sie repräsentierte Deutschland bei den Special Olympics World Summer Games 2023 in Berlin im Bereich Badminton und wurde für die Eröffnungsfeier als Fahnenträgerin ausgewählt. Im Einzel gewann sie bei diesen Weltspielen eine Goldmedaille.

## Leben
Huhn lebt in Berlin. Seit 1995 ist sie in der Elektromontage in den Lichtenberger Werkstätten beschäftigt, einer Werkstatt für behinderte Menschen. Außerdem ist sie seit Oktober 2009 an ein bis zwei Tagen wöchentlich in der Geschäftsstelle von Special Olympics Deutschland tätig und unterstützt dort als Mitarbeiterin im Office-Management die Arbeit des Teams Kommunikation und Marketing. Dabei arbeitet sie auch mit ihrer Partnerin im Unified-Doppel Andrea Eichner zusammen, die über Huhn zum Badminton fand.
2015 besuchte Huhn erstmals ein Seminar für die Prüfung von Texten in Leichter Sprache, übernahm dann bei Special Olympics Deutschland diese Aufgabe und bildet sich ständig weiter fort.
Huhn wohnt mit ihrem Lebenspartner zusammen.

## Karriere
Huhn trainiert einmal pro Woche Badminton bei ihrem Arbeitgeber, ist aber auch Mitglied einer Vereinsgruppe für Menschen ohne Behinderung beim SG RBO Berlin e.V. Ihre Trainerin heißt Ricarda Koch.
Außerdem spielt Huhn einmal wöchentlich im Frau am Ball Berlin e. V. in Berlin-Lichtenberg Fußball, Trainerin ist Vereinsgründerin Anne Fischer. Spielerinnen jeden Alters sind willkommen. Huhn trainiert dort schon seit der Gründung des Vereins 2006. Anfangs war sie Torfrau, dann wechselte sie ins Mittelfeld.
Seit 2000 nahm Huhn an zahlreichen regionalen und nationalen Spielen von Special Olympics teil. 2010 gewann sie mit dem Fußballteam bei den Special Olympics Deutschland Sommerspielen in Bremen eine Silbermedaille.
2011 hatte sie einen Platz im deutschen Fußballteam an den Special Olympics World Summer Games in Athen. Dort verpasste das deutsche Team nur knapp die Bronzemedaille, so Huhn.
2012 nahm Huhn an den Special Olympics Deutschland Sommerspielen in München teil.
2015 trat sie erstmals im Badminton an, bei den Special Olympics Landesspielen Berlin und Brandenburg in Potsdam.
Auch an den Special Olympics Deutschland Sommerspielen 2016 in Hannover nahm sie teil.
2018 folgte der erste Auftritt im Badminton bei nationalen Spielen von Special Olympics Deutschland, den Special Olympics Deutschland Sommerspielen in Kiel. Huhn gewann eine Goldmedaille im Einzel und eine Silbermedaille im Damen-Doppel.
2021 stellte die Athletin zusammen mit ihrer Unified Partnerin Andrea Eichner bei den Special Olympics Landesspielen Sachsen-Anhalt in Halberstadt die Sportart Badminton vor. Eichner war 2020 zu Unified Sports gekommen und hatte Huhn, die sie von der gemeinsamen Arbeit bei Special Olympics Deutschland her kannte, eine Partnerschaft vor. Im selben Jahr gewann Huhns Fußballverein Frau am Ball Berlin e.V. bei den Landesspielen von Special Olympics Berlin vier Spiele und damit die Goldmedaille.
Bei den Special Olympics Deutschland Sommerspielen 2022 erwarb Huhn im Einzel eine Silbermedaille und im Unified Doppel mit Andrea Eichner eine Bronzemedaille. Damit qualifizierte sich für die Weltspiele im folgenden Jahr. Nach den Weltspielen in Athen 2011 konnte sie dadurch zum zweiten Mal an Weltspielen teilnehmen.
Bei der Eröffnungsfeier der Special Olympics World Summer Games 2023 in Berlin trug Huhn beim Einzug des Teams Special Olympics Deutschland in einer achtköpfigen Gruppe mit Schwimm-Olympiasiegerin Britta Steffen und weiteren Special Olympics Athletinnen und Athleten sowie olympischen Medaillengewinnerinnen und Medaillengewinnern die deutsche Flagge. Im Badminton-Einzel der Frauen holte sie bei diesen Weltspielen eine Goldmedaille. Erstmals nahm sie auch mit ihrer Unified Partnerin Andrea Eichner an den Unified Wettbewerben der Frauen teil, und das Team kam auf den vierten Platz.

## Öffentlichkeitsarbeit
Huhn betreibt seit 2012 einen eigenen Blog. Darin berichtet sie über ihre Arbeit und ihre sportlichen Aktivitäten bei Special Olympics Deutschland. Dort führt sie auch Interviews mit Persönlichkeiten aus dem sportlichen und dem organisatorischen Bereich von Special Olympics, zum Beispiel Matthias Haupt, einem der Organisatoren der Landesspiele Berlin 2021. Sie weist ebenfalls auf Vorträge und andere Bildungsangebote der Special Olympics Deutschland Akademie (SODA) hin.
Außerdem produziert sie für Schülerinnen und Schüler Videos, die Inklusion fördern und den Umgang mit Menschen mit Behinderung erleichtern sollen.